# Лиман (Дивізійська сільська громада)
Лима́н (в минулому хутір Лиман, до 14.11.1945 року комуна/хутір Хаджидер, рум. Hagider) — село Дивізійської сільської громади, у Білгород-Дністровському районі Одеської області України. Населення становить 153 осіб. 

## Історія
Дивізія — село, центр сільської Ради, розташоване поблизу річки Хаджидер, що впадає до лиману Хаджидер, за 66  км від  районного центру, приблизно за 7 км від центру громади і за 12 км від залізничної станції Кулевча (на лінії Одеса-Ізмаїл). Дворів — 1112, населення — 3026 чоловік. Село Лиман підпорядковане Дивізійській сільраді.
В селі Лиман (до 1945 р. — Хаджидер) в 1908 році селяни виступили з вимогою скликання Установчих зборів і передачі всієї землі трудовому народові. Поліція заарештувала організаторів виступу.

### Топонім→Ойконім
```
«Долина Хаджи»
```

- Хаджи (тур. достойник, що зробив хадж до Мекки), Хадж (араб. حج, латиніз. hajj) — паломництво в ісламі
- Дере (тат. ущелина, долина)

Назви поселення, що знайдені на історичних картах різного часу:
- 1826 — рос. хутор Хаджидеръ[3].
- 1925 — англ. Liman[4].

## Населення
Згідно з переписом УРСР 1989 року чисельність наявного населення села становила 445 осіб, з яких 205 чоловіків та 240 жінок.
За переписом населення України 2001 року в селі мешкали 153 особи.

### Мова
Розподіл населення за рідною мовою за даними перепису 2001 року:
| Мова       | Відсоток |
| ---------- | -------- |
| українська | 98,04 %  |
| болгарська | 0,65 %   |
| румунська  | 0,65 %   |
| російська  | 0,65 %   |

## АТП (адміністративно-територіальний поділ)
- 1828 — Російська імперія \ Новоросійська губернія \ Ізмаїльський повіт \ волость \ хутір Хаджидеръ
- 1856 — Османська імперія \ Молдавське князівство
- 1858 — Османська імперія \ Сполучені князівства Молдавії і Валахії
- 1859 — Османська імперія \ Князівство Румунія
- 1873–1918 — Російська імперія \ Новоросійська група \ Бессарабська губернія \ Буджак (історична область) \ Ізмаїльський повіт \ 5-ий стан \ волость \ хутір Хаджидеръ
- 1918–1940 — Румунське королівство \ Губернаторство Бессарабія \ Аккерманський жудець \ Тузлівский плас \ комуна Хаджидер
- 07.08.1940 — СРСР \ УРСР \ Аккерманська область \ Тузлівський район \ Дивізійська сільська рада \ хутір Хаджидер
- 07.12.1940 — СРСР \ УРСР \ Ізмаїльська область \ Тузлівський район \ Дивізійська сільська рада \ хутір Лиман
- 1941–1944 — Румунське королівство \ Губернаторство Бессарабія \ Аккерманський жудець \ Тузлівский плас \ комуна Хаджидер
- 01.09.1946 — СРСР \ УРСР \ Ізмаїльська область \ Тузлівський район \ Дивізійська сільська рада \ село Лиман[2]
- 01.01.1979 — СРСР \ УРСР \ Одеська область \ Татарбунарський район \ Дивізійська сільська рада \ село Лиман[8]
- 24 серпня 1991 — Україна \ Одеська область \ Татарбунарський район \ Дивізійська сільська рада \ село Лиман[9]

17 липня 2020 - Україна \ Одеська область \ Білгород-Дністровський район \ Дивізійська сільська громада \ село Лиман

## Релігія
УПЦ КП
УПЦ МП